# 奥祖谷観光周遊モノレール
奥祖谷観光周遊モノレール（おくいやかんこうしゅうゆうモノレール）は、徳島県三好市東祖谷菅生にある、観光用モノレール。2006年8月29日に開業した。2022年4月1日現在休業中。

## 概要

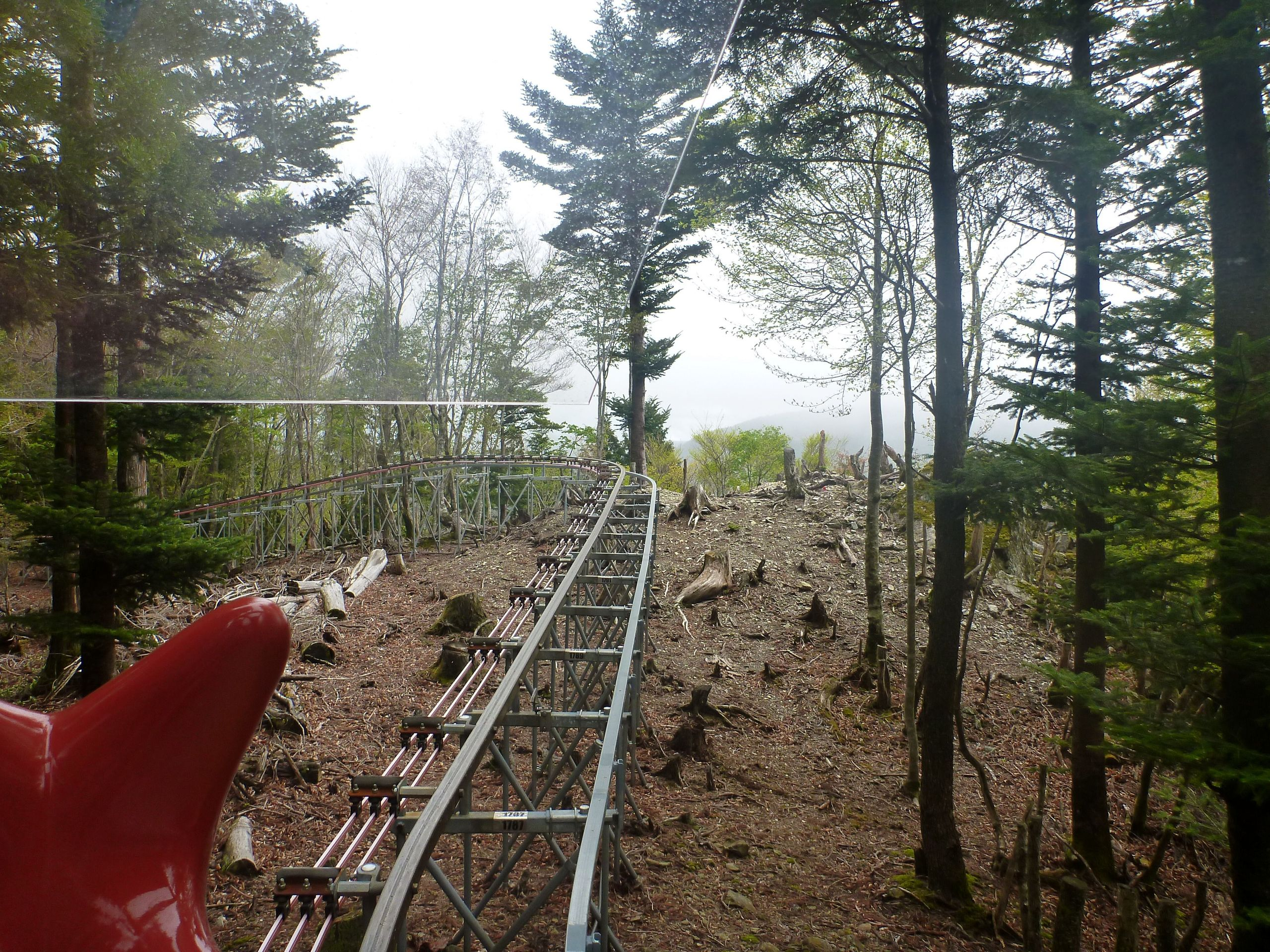
奥祖谷観光周遊モノレール

旧東祖谷山村の観光振興を目的として、温泉施設「いやしの温泉郷」を起終点として、三嶺中腹の総延長約4.6kmを周回する。計画当初はロープウェイで設置する予定であったが、自然保護の観点から、産業用モノレール（モノラック）による敷設となった。本路線は徳島県内にある唯一の電気で動く車輛を有する路線であるが、法律上は施設内の移動施設や遊戯施設の扱いであって鉄道事業法による鉄道や軌道法による軌道ではない。
乗車時間は1時間強であるが、途中停車駅も無くトイレ休憩も無いので、運行管理者側は乗車前の用便を強く推奨している。
開業当初は2人乗りのゴンドラ10台で運行していたため、1時間あたり20名しか乗車できなかった。そのため行楽シーズンの週末などは、乗車までの待ち時間が長時間に及ぶことがあった。しかしながら平日は客足が延びず、初年度の年間平均では、当初の目標の65人/日に及ばない、52人/日と伝えられた。その後、ゴンドラの台数を15台に増やし現在に至っている。

### スペック
- 最頂標高：1,380m
- 路線中の標高差：590m
- 最大傾斜角：40度
- 全長：4,600m
- 所要時間：約65分
- 定員：2名（1台）

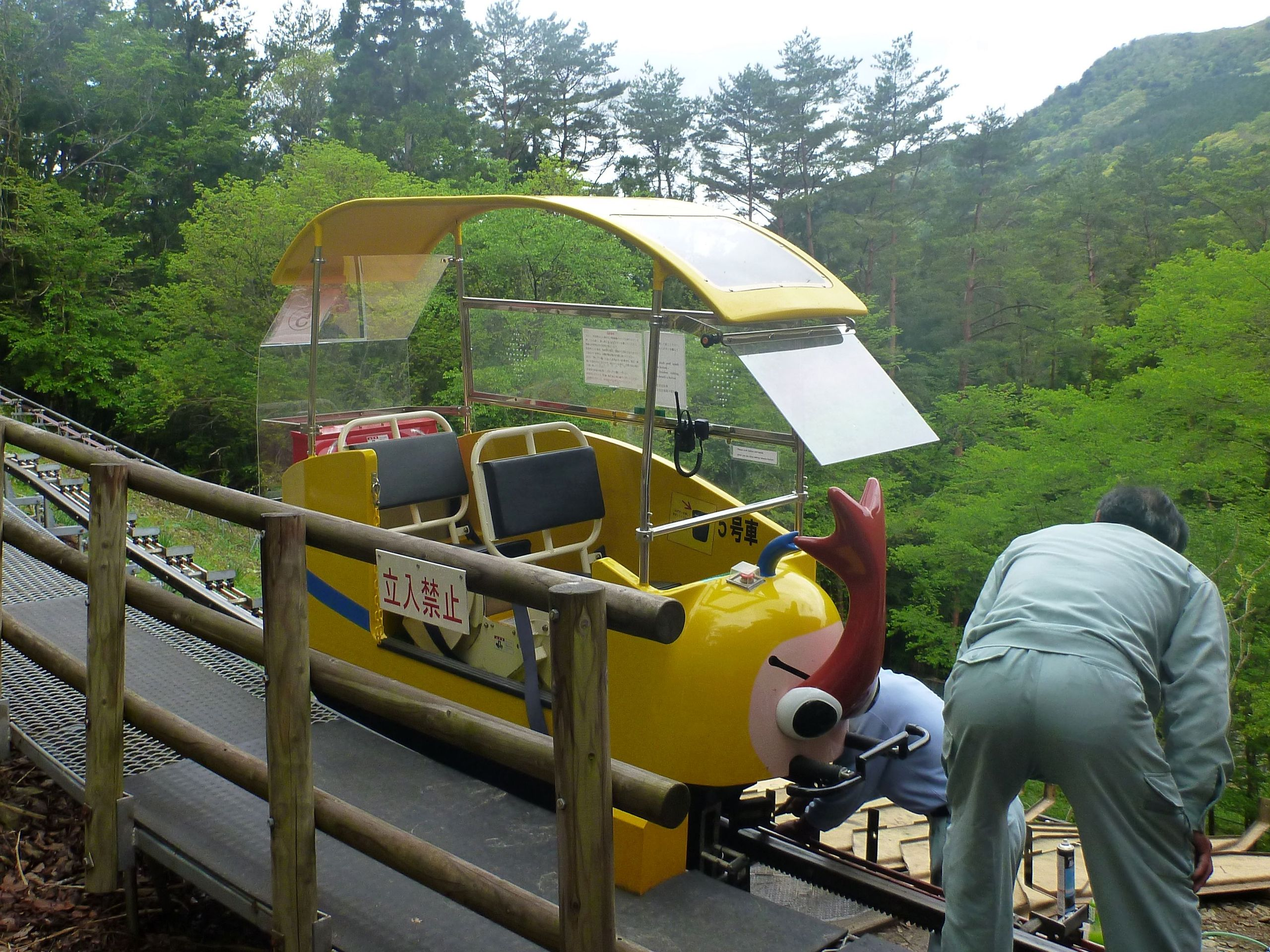
奥祖谷観光周遊モノレール

- 料金：大人2,000円 小人1,000円（団体：大人1,500円 小人800円）
- 総工費：2億8千万円

## 営業時間
毎週水曜日と毎年12月 - 翌年3月は休業。
- 4月 - 9月 - 8:30 - 16:00
- 10月 - 11月 - 8:30 - 15:30

## 参考
- 奥祖谷観光周遊モノレール開業1年[リンク切れ] 読売新聞 2007年9月17日

1. ↑  "観光地・体験". 大歩危祖谷ナビ＜三好市公式観光サイト＞. 2022年7月17日閲覧。